# 土屋公献
土屋 公献（つちや こうけん、1923年4月3日 - 2009年9月25日）は、日本の弁護士。元日弁連会長。

## 人物
旧日本軍による731部隊や重慶爆撃などの国家賠償事件で弁護団長を務めた。
在日コリアンの人権問題にも深く関わり、朝鮮総連の代理人を務め、朝鮮高級学校生徒の高校体育連盟加盟問題では日弁連に人権救済を申し立て、高校総体参加への道を開く一方、北朝鮮による日本人拉致事件では日本人拉致被害者の家族を非難したり、朝鮮総連中央本部をめぐる詐欺事件への関与などの問題も起こした。
慰安婦問題では国連において、慰安婦を「性的奴隷(Sex Slaves またはSexual Slavery)」 と定義して国連から日本政府に対し補償を実行することを働きかけるよう運動した。

## 経歴
1923年東京市芝区（現：東京都港区）生まれ。府立化学工業学校を経て、1943年静岡高等学校 (旧制)に入学するも、従軍により学業を中断。父島に配属され、小笠原事件に遭遇。また、当時現場に立ち会っており、この事件が弁護士活動の原点になったという。また事件自体については、巷間言われているような人肉食の事実は無かったと証言している。
復員後、1946年復学、1948年卒業
- 1952年　東京大学法学部卒業
- 1957年　33歳で旧司法試験合格
- 1960年　司法修習12期（同期に緒方重威）修了し弁護士登録
- 1979年　司法研修所教官（3年間）
- 1991年　日弁連副会長
- 1994年　日弁連会長（2年間）
- 2009年　9月25日、腎癌のため死去。

## 関連運動・団体
- 無防備地域宣言運動全国ネットワーク呼びかけ人
なお、この団体は公安調査庁から民主主義的社会主義運動という新左翼団体との関わりを指摘されている。
- 731部隊細菌戦国家賠償請求訴訟の弁護団長
- アフガニスタン国際戦犯民衆法廷の検事団長
- 戦後処理の立法を求める法律家・有識者の会
- 「慰安婦」問題の立法解決を求める会の会長
- 9条ネット共同代表
- 日本の過去の清算を求める国際連帯協議会日本委員会代表

オウム真理教事件の公判中に安田好弘弁護士が強制執行妨害事件で逮捕された際に、安田を弁護するための弁護団を結成した。なお、安田は、後に東京地裁で無罪が言い渡されている。

## 発言
- 2002年までは拉致問題は存在せず、国交交渉を有利に進めたい日本側の詭弁であると、講演で繰り返し主張していた。「日本政府は謝罪と賠償の要求に応じるどころか、政府間交渉で疑惑に過ぎない行方不明者問題や『ミサイル』問題を持ち出して北朝鮮側の正当な主張をかわそうとしている。破廉恥な行動と言わざるを得ない。」[3]後に「裏切られたという思い、強い憤りを感じる。北朝鮮政府の言うことを信じ、大勢の人々に対し様々な講演で拉致は無かったと説明してきたことを、申し訳ないと思っている」と語っている[4]。
- 「自民党政府は、アメリカ合衆国政府と一緒になってアジアに対して矢を向けてきた。極めて危険なことです。われわれ日本はアジアの一員です。アメリカの手先になって、アジア各国に脅威を与える必要はまったくない。特に『北朝鮮は脅威だ、いつ攻めてくるかわからない」などと言っているが、これは政府やマスコミのつくる流言飛語です。私たちはそれに踊らされてはならない。『日米の軍事同盟は絶対にはずせない。アメリカに頼らなければ日本は危険だ』と言った宣伝を信じこまされてはならない。」[5]
- 「仮に1人に対し500万円賠償し、原告が200万人いるとすれば合計10兆円になる。これを一挙に出すと財政的に苦しくなるが、現在日本の国防、軍事費が年間約5兆円であることを考慮すると、決して不可能な数字ではない。」 [6]
- 「総連第20回大会にお招きいただき、厚く御礼申し上げる。戦後約60年が経つが、日本政府はいまだに過去を見つめようとしていない。その愚かさ、卑劣さを日本人の一人として恥ずかしく思う。平和は日本が過去をしっかり清算したところから初めて訪れる。それは確実であり、恒久であり、最も近道だ。日本は軍備を整え、米国と仲良くして朝鮮を敵にまわしてきたが、そこからは平和は絶対にやって来ない。日本がアジアに対して心から謝って許しを請い、許していただいて初めて信頼を取り戻して友好を築くことができる。みなさんと一緒に手を携えて恒久平和を築くためにがんばりたい[7]。

## 北朝鮮との関係
2007年6月に朝鮮総連が東京都千代田区の中央本部の土地および建物を緒方重威元公安調査庁長官が代表取締役である投資顧問会社に売却する契約を締結した問題について、緒方は「この件は土屋公献から依頼された」と発言している。また売買において朝鮮総連の代理人であることを明らかにしている。その後、土屋は警察に任意で事情聴取されている。「資金提供者は一名で日本人、支払い前の登記は問題ない」「契約書は第三者向けに見せるものと2通作った」「現在は報道で名前を明かせない資金提供者がためらっているが、資金がでれば契約は実行される」と合法性を主張している。また訴訟そのものについても「整理回収機構の訴訟は総連組織の壊滅を狙うことが目的。これを許すことは日朝の国交回復の大きな障害となる」と主張している。

## 関わった主要な訴訟
- 731部隊細菌戦国家賠償請求訴訟
- 重慶大爆撃賠償請求訴訟